# بالمر لاوری
بالمر لاوری (انگلیسی: Balmer Lawrie) شرکت هلدینگ دولتی هندی است، که در سال ۱۸۶۷ تأسیس شد.